# Bossier City
Bossier City város az Amerikai Egyesült Államok Louisiana államában, Bossier megyében. Lakosainak száma 62 701 fő (2020. április 1.).

## Népesség
A település népességének változása: 

| 2010 | 61 315 |
| 2020 | 62 701 |